# Holenní kost
Holenní kost (latinsky tibia) je nosná kost dolní končetiny. Spolu s kostí lýtkovou tvoří kostru bérce (lýtka).

## Spojení lýtkové a holenní kosti
- Art. tibiofibularis je spojení hlavice lýtkové kosti s tibií, tedy spojení proximálních konců bércových kostí.

Stavba kloubu: Kloubní plocha je na tibii lokalizována zespodu na dorzolaterální straně zevního kondylu; na hlavici fibuly je drobná oválná plocha. Obě kloubní plochy jsou postaveny šikmo. Pouzdro je krátké a pevné. Je zesíleno lig. capitis fibulae anterior et posterior. Drobné posuny, které spoj dovoluje, nejsou nevýznamné, neboť blokáda fibuly by negativně ovlivnila pružnost a sílu lýtkového svalu a omezila volnost ("joint-play") kolenního kloubu.
- Syndesmosis tibiofibularis je vazivové spojení distálních konců tibie a fibuly.

Stavba kloubu: Kloubní plochou jsou styčné plochy obou kostí, které převážně pokrývá periost. Kloubní chrupavka je pouze vpředu, v rozsahu kloubní štěrbiny, která do spoje zasahuje z hlezenního kloubu. Pouzdro v pravém smyslu slova není vytvořeno, a obě kosti jsou k sobě svázány vazy na přední a zadní straně bércových kostí. Štěrbina komunikující s hlezenním kloubem je vystlána synoviální membránou.

## Zlomeniny holenní kosti
Zlomeniny holenní kosti se, dle závažnosti, léčí konzervativně nebo chirurgicky pomocí zevní fixace nebo vnitřní fixace. Diagnóza zlomeniny je hlavně radiologická.